# Saj'
Il sajʿ (in arabo ﺳﺠﻊ‎?) designa in lingua araba un tipo di prosa rimata, in auge in età preislamica, paragonabile a quella esistente nel Corano.
All'origine del termine, esso designava gli oracoli vaticinati dai kuhhān (plurale di kāhin), ierofanti pagani dell'Arabia e lo stile con cui essi emanavano i loro decreti: uno stile cadenzato, ritmato, quasi rimato (in realtà è più corretto parlare di "assonanza"), ben distinto tuttavia dalla poesia coi suoi metri.
Si ritrovano ancora sopravvivenze di questa forma soprattutto nella letteratura araba classica del tipo "maqāmāt".
All'inizio dell'età islamica, esso era ancora impiegato moderatamente, nelle lettere e nei discorsi e, col passare del tempo, il sajʿ divenne sempre avvertito come un genere compositivo "decadente".
Lo si ritrova nel Corano (specialmente nelle prime Sure rivelate alla Mecca: cosa che ha fatto scrivere vari saggi di carattere teologico miranti a indagare il più possibile le ragioni per cui Allah aveva prediletto questo veicolo per esprimere la sua volontà diretta al genere umano.